# Six Sonatas for Violin and Piano
Six Sonatas for Violin and Piano ist ein Album von Keith Jarrett und Michelle Makarski. Es enthält sechs Sonaten Johann Sebastian Bach, ursprünglich geschrieben für Cembalo und Geige (BWV 1014–1019). Es wurde im November 2010 in der American Academy of Arts and Letters, New York aufgenommen und erschien 2013 bei ECM Records.

## Hintergrund
Bereits in seiner Zeit in Weimar und Köthen (1708–1723) verfasste Johann Sebastian Bach vermutlich seine sechs Sonaten für Violine und obligates Cembalo; Jahrzehnte später wendete er sich diesen Werken wieder zu und überarbeitete sie bis noch in den letzten Jahren vor seinem Tod. Für Carl Philipp Emanuel Bach gehörten diese Kompositionen später zu den „besten Werken“ seines Vaters. Es handelt sich um „die ersten Violinsonaten der Musikgeschichte, in denen das Tasteninstrument sich aus der Rolle der akkordischen Begleitung im Basso continuo löste und der Violine als gleichberechtigter Partner gegenübertrat.“
Keith Jarrett, der auf dem Cembalo schon einige Bach-Werke – Goldberg Variations (1989) und Das Wohltemperierte Klavier, Buch I / Buch II (1989/1991) – für ECM eingespielt hatte, ist hier im Zusammenspiel mit der Violinistin Michelle Makarski, jedoch am Klavier zu hören. Makarski, die sich in erster Linie dem klassischen Repertoire von der vorbarocken bis zur Neuen Musik widmet, sammelte auch Erfahrungen im Bereich des Jazz und der improvisierten Musik: Durch Jarrett gelangte sie 1993 zu ECM, als dieser sie zur Einspielung seines New Series-Albums Bridge of Light einlud, das Makarski als Solistin in der Elegy for Violin and String Orchestra und als Jarretts Duett-Partnerin in der Sonata for Violin and Piano herausstellte. Danach nahm Makarski für das Label die Alben Caoine (1995), Elegio per un’ombra (1999) sowie To Be Sung on the Water (2004) auf.
Das Album Six Sonatas for Violin and Piano gibt den kompletten Satz von Sonaten wieder, die Bach für diese beiden Instrumente geschrieben hat, von BWV 1014 bis BWV 1019: Nr. 1 in h-Moll, Nr. 2 in A-Dur, Nr. 3 in E-Dur, Nr. 4 in c-Moll, Nr. 5 in f-Moll und Nr. 6 in G-Dur. Alle Sonaten, mit Ausnahme der letzten, haben vier Sätze, eine Jonglage aus Adagios, Largos und Allegros.

## Titelliste

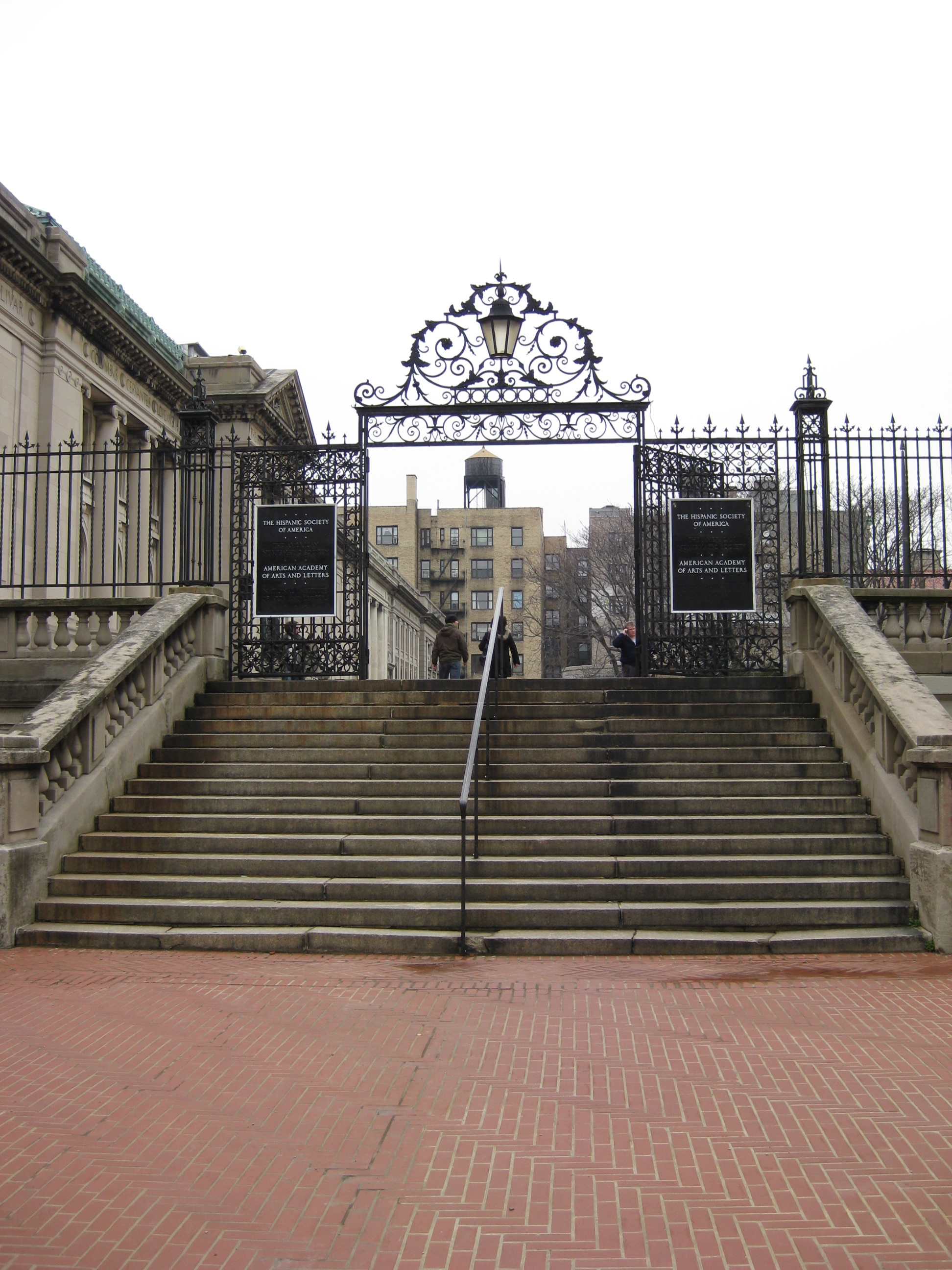
Eingang zum Gelände der Academy of Arts and Letters, das sie sich mit der Hispanic Society of America teilt

- Keith Jarrett, Michelle Makarski: Six Sonatas for Violin and Piano (ECM 2230/31)[5]

Disc 1
- Sonata No. 1 In b Minor BWV 1014

I Adagio 4:11

Il Allegro 2:57

Ill Andante 3:08

IV Allegro 3:18
- Sonata No. 2 In A Major BWV 1015

I Dolce 3:01

Il Allegro 3:05

Ill Andante Un Poco 2:54

IV Presto 4:21
- Sonata No. 3 In E Major BWV 1016

I Adagio 4:36

Il Allegro 2:53

Ill Adagio Ma Non Troppo 4:56

IV Allegro 3:40
- Sonata No. 4 In c Minor BWV 1017

I Largo 4:42

Il Allegro 4:19

Ill Adagio 3:06

IV Allegro 4:41
CD 2
- Sonata No. 5 in f Minor BWV 1018

I (Largo) 8:06

Il Allegro 4:17

Ill Adagio 3:14

IV Vivace 2:40
- Sonata No. 6 In G Major BWV 1019

I Allegro 3:32

Il Largo 1:45

Ill Allegro (Cembalo Solo) 4:43

IV Adagio 3:17

V Allegro 3:10

## Rezeption
John Garratt urteilte in Pop Matters: „Keith Jarrett machte sich keinen Namen, als er auf den Schultern von Bach stand.“ Er habe zwar schon klassische Musik eingespielt, Bach eingeschlossen. Ein Projekt wie Six Sonatas for Violin and Piano werde jedoch von Jarretts Live-Improvisationen und den Aufnahmen seines berühmten Standards-Trios leicht übertroffen. „Sowohl Bach als auch Jarrett lieben die Keyboard-orientierte Improvisation, aber der Barockkomponist aus dem 18. Jahrhundert achtete darauf, sein Genudel in perfekt symmetrische Stücke ernsthafter Musik auszubügeln, die die Technik immer der Emotion vorgezogen hatten.“ Auf der anderen Seite drehe sich bei Keith Jarrett alles um Emotionen. Natürlich halte er diese Eigenart auf Six Sonata for Violin and Piano zurück. „Es gibt nur zwei ungewöhnliche Dinge, die sich zu dieser Kollektion sagen lassen. Zunächst wurden diese Sonaten ursprünglich für Cembalo und nicht für Klavier geschrieben. Zweitens gibt es einige merkwürdig lange Pausen zwischen einigen Tracks und gelegentlich die scharfe Inhalation (wahrscheinlich Jarretts), die den Beginn bestimmter Bewegungen ankündigt. Abgesehen davon hätte man nie gewusst, dass es sich um eine Keith Jarrett-Aufnahme handelt.“
Ein Barockalbum sei ein idealer Ort, um technische Talente zu präsentieren, schrieb Garrett weiter; „die Läufe und Skalen sind reichlich vorhanden, und niemand nimmt sich Zeit für diese verwöhnenden Rubatos“. Das Album zeige „nicht Jarretts Kreativität, sondern seine Präzision. Komponisten wie Bach entwickelten schließlich ein Repertoire für Bildungszwecke.“ Jarretts 16tel-Noten-Läufe seien perfekt; und auch Michelle Makarski spiele perfekt. „Ihr dynamisches Gefühl bedeutet, dass sie ihr Instrument vollständig kontrollieren kann. Es ist kein Fehler auf dem Album von beiden Musikern zu finden – sowohl in technischer als auch in interpretatorischer Hinsicht.“ Dies erinnere Garratt an den Ausspruch von Artie Shaw über Glenn Millers scheinbar makellose Band: „Und wenn sie nie einen Fehler machen, versuchen Sie es nicht – sie spielen nicht am Rande Ihrer Fähigkeiten.“
Die britische Musikzeitschrift Gramophone rezensierte ebenfalls das Album. Deren Autor schrieb, Keith Jarretts Agenda sei es, die Musik Bachs „so unprätentiös und respektvoll darzustellen, wie er kann“. Hier gäbe es nichts Aufregendes: „Von Jarrett kommen weiche Hände, die klare Texturen, gut beurteilte Tempi und präzise, aber nie pikante Artikulation erzeugen; von Makarski, stilvolles und musikalisches Spiel, barock im niedrigen Vibrato und entspanntem Ton, aber dennoch mit einem Hauch von ‚moderner‘ Süße im Klang. Die Atmosphäre zweier feiner und technisch gut ausgestatteter Musiker, die sich gerne mit Musik auseinandersetzen, die mehr als fähig ist, für sich selbst zu sprechen, ist nahezu total: langsame Sätze sind leise gediegen [...] während die Schnellsten mit vollkommener Natürlichkeit beeindruckende Dampfköpfe aus eigenen Quellen bauen dürfen.“
Natürlich sei dies nicht das, was jeder Zuhörer will, schrieb der Autor weiter. „Für mehr Individualismus und interpretatorischen Input sollten Sie sich wahrscheinlich anderswo umsehen, vielleicht unter anderen Geigen- und Klavierversionen zu dem wenig bekannten Schatz, den Ruth Waterman und Morey Ritt tief empfundene (wenn auch weniger gut aufgenommene) Aufnahmen für Meridian erzeugten. Aber wegen ihrer kühlen Schönheit und unberührten Ehrlichkeit kann man mit dieser Aufnahme einfach gut leben.“
James Manheim verlieh dem Album in Allmusic 3½ von 5 Sternen und meinte: „Der Jazzpianist Keith Jarrett hat Bach bereits auf Klavier und Cembalo aufgenommen. Seine Interpretationen sind keine Jazz-Versionen von Bach, sondern werden direkt gespielt. In diesem Fall könnte man sagen, dass die B-Sonaten für Violine und Keyboard, BWV 1014-1019, für ein Cembalo geschrieben wurden und im Allgemeinen auf diese Weise gespielt werden. Irgendwie rüttelt das Ohr hier mehr vom Klavier als in Bachs Solo-Keyboardmusik (die Jarrett auch aufgenommen hat). Jarrett-Fans werden den Beweis für seinen charakteristischen Stil nicht in rhythmischen Einflüssen in Richtung Jazz finden, sondern in seiner Art, Noten zu halten, die niemals übertrieben sind. Solange Sie dieser eher unorthodoxen Art und Weise zustimmen, Bach zu spielen, die vor 50 Jahren nicht unorthodox gewesen wäre, werden Sie diese Veröffentlichung genießen. Jarrett, vielleicht nicht überraschend für jemanden, der in der Jazztradition aufgewachsen ist, ist ein sensibler Ensemblespieler, und seine Arbeit mit der Geigerin Michelle Makarski stellt den Fokus effektiv auf sie, während er einen Raum für seinen eigenen Stil schafft. Bachs Stücke sind auch insofern ungewöhnlich, als sie speziell für Violine und Cembalo waren, nicht für Violine und Continuo; Sie machen dem Keyboarder Platz, und Jarrett füllt ihn ausdrucksvoll und lyrisch aus. Die üblichen ECM-Boni und -Stärken, nämlich exzellenter Klang und das Fehlen von Broschürenmaterial außer der schlechten Kunstfotografie, sind beide vorhanden, und insgesamt ist dies eine unorthodoxe, aber effektive Bach-Kammermusik-Veröffentlichung“.
Michael Darvan schrieb in der Irish Times: „Die Überlegung des Klavierspielers bei der Eröffnung der Sonate in h-Moll, BWV1014, und die Art und Weise, wie Klavier und Violine ein wenig mehr Platz zwischen den Phrasen vereinbaren, wie beispielsweise die Zeit, die für die sichere Ausführung eines Manövers erforderlich ist, erzählen viel über Makarski und Jarretts Zugang zu Bach. Dies spielt mit seinen punktierten Noten, die gekreuzt und auf eine Weise gekreuzt sind, die trotz Makarskis sparsamem Vibrato für viele Ohren verhalten und altmodisch klingt. Das Spiel ist sauber, fleißig und gutmütig. Aber es ist nicht ganz gut. Der Klang des Klaviers in Kombination mit der Violine kann bei Bach problematisch sein, da es das Klavier allein nicht ist, und trotz aller gezeigten Fähigkeiten überwindet dieses neue Set diese Probleme nicht vollständig“.